# 土岐可鍛工業
土岐可鍛工業株式会社（ときかたんこうぎょう、英: TOKI MALLEABLE IRON CO.,LTD.）は、中央可鍛工業の子会社で1968年に設立された鋳物専門メーカー。主力は自動車部品だが、産業建機部品、水道・ガス部品なども手がけている。